# Mycobacterium scrofulaceum
Mycobacterium scrofulaceum  (лат.) — вид медленно растущих микобактерий. Видовой эпитет произошёл от английского слова scrofula — золотуха.
Впервые описан в 1956 году исследователями Prissick и Masson при описании возбудителя шейного лимфаденита у детей.
Наиболее частое заболеваение, вызываемое этим возбудителем — шейные лимфадениты у детей до 5 лет.
Иногда относят к группе «MAIS», включающую Mycobacterium avium и Mycobacterium intracellulare, однако исследования на молекулярном уровне показали, что скотохромогенные Mycobacterium scrofulaceum не имеют родства с означенными видами группы MAIS, и не могут быть отнесены в один комплекс.